# الفوارس (نجم)
الفوارس أو دلتا الدجاجة (δ Cyg / 18 Cyg / HD 186882 / رخ) هو رابع ألمع نجم في كوكبة الدجاجة. نجم ثنائي يبعد نحو 170 سنة ضوئية عن الأرض. بعد 11250 سنة سيصبح نجم الشمال لمدة أربعة قرون.
من التسميات القديمة رخ - (Rukh وUrakhga)، وكلاهما يرجع إلى تسمية روخ. ظهرت تسمية Urakhga عند الأكادية والفرس. وعند العرب، بتسمية الرخ وهو طائر قوي وضخم ذكر في أسطورة سندباد. كما كان عند العرب من مجموعة الفوارس وهي كلمة مشتقة من كلمة «الفرسان». وتشير إلى مجموعة متكونة من أربعة نجوم تضمنت دلتا الدجاجة. في علم الفلك الصيني، هو جزء من النجوم تيانجين، وهو ما يمثل فورد لعبور درب التبانة، يرمز إلى النهر السماوي، تيانخه.

## خصائص
النجم المشرق الذي يظهر بالعين المجردة هو عملاق أزرق وأبيض من الدرجة الطيفية B9، مع درجة حرارة 9526.85 درجة مئوية. وهو يقترب من نهاية النسق الأساسي من مرحلة حياته مع لمعان 180 مرة ونصف قطر أكبر 4.7 مرة، وكتلة حوالي 3.15 أكثر بالمقارنة مع الشمس. مثل العديد من النجوم الساخنة يدور بسرعة عالية، مالا يقل عن 135 كيلومتر في الثانية عند خط الاستواء، حوالي 60 مرة اسرع من الشمس.
الرفيق الأول أصفر وابيض فئة F من القدر السادس (6.33) مع لمعان حوالي 6 مرات من الشمس، وكتلة حوالي 1.5 من الشمس. الرفيق الثالث أبعد منهما وهو برتقالي (فئة K)، إشراقه 38٪، وكتلته 70٪ فقط بالمقارنة مع الشمس.
كما يرى النظام من الأرض، فأن النظام الثلاثي لدلتا الدجاجة مجتمعا يتألق بقدر ظاهري 2.86.